# Xenimpia tetracantha
Xenimpia tetracantha är en fjärilsart som beskrevs av Claude Herbulot 1973. Xenimpia tetracantha ingår i släktet Xenimpia och familjen mätare. Inga underarter finns listade i Catalogue of Life.